# Dolly de Leon
Dolly Earnshaw de Leon, född 1968 eller 1969 i Manila, är en filippinsk skådespelare.
de Leon är bland annat känd för sina roller i Verdict, Historya ni Ha och The Halt. År 2022 uppmärksammades hon för sin roll i Ruben Östlunds film Triangle of Sadness. Hon mottog flera prisnomineringar för rollen och utsågs bland annat till Bästa kvinnliga biroll vid Guldbaggegalan 2023.